# Oranienhusorden

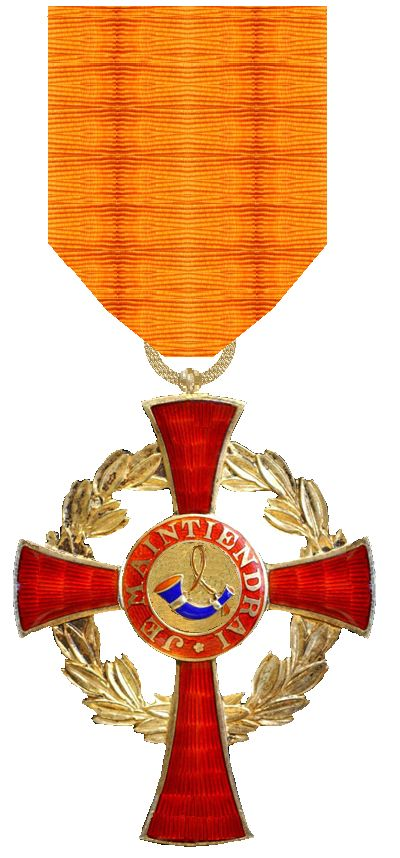
Riddarkorset av Oranienhusorden.

Oranienhusorden (nederländska: Huisorde van Oranje), är en nederländsk orden instiftad 1905 av Drottning Wilhelmina inom Huset Nassau-Oranien. Orden har arton värdigheter, varav fem ordensgrader och ett förtjänstkors i två grader samt hedersmedaljer. Orden är inte föremål för ministernivåansvar eller inflytande utan delas endast ut efter bedömning av den nederländska monarken.